# La Victoria (Lagunas, Ayabaca)
La Victoria es un caserío peruano ubicado en el distrito de Lagunas, perteneciente a la provincia de Ayabaca del departamento de Piura, al norte del Perú. 

## Ubicación
La Victoria se ubica al sur de la provincia de Ayabaca, en el distrito de Lagunas, en el departamento de Piura.

## Demografía
En 2017 La Victoria tenía una población de 129 habitantes.